# استریندا

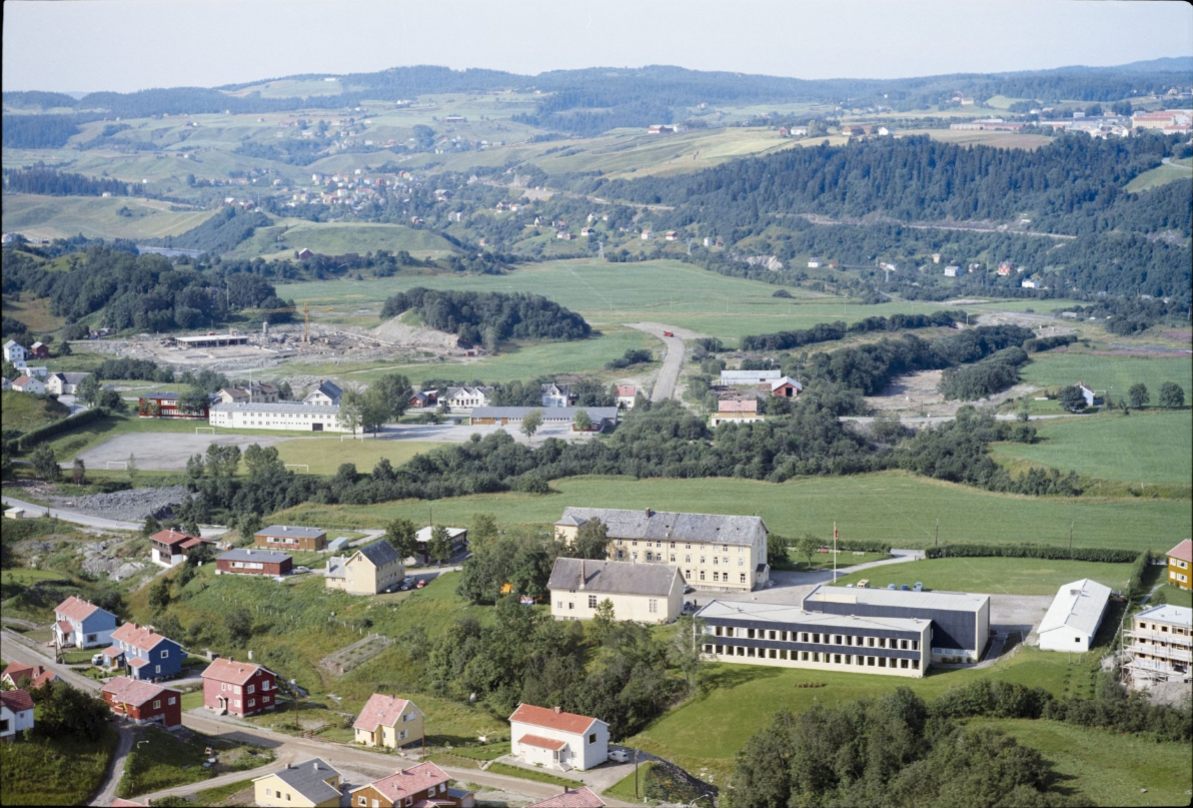
نمایی از منطقه مسکونی استریندا در نروژ - ۱۹۶۵

استریندا (به لاتین: Strinda) یک منطقهٔ مسکونی در نروژ است که در سور تروندلاگ واقع شده‌است. استریندا ۱۴۴ کیلومتر مربع مساحت و ۴۴٬۶۰۰ نفر جمعیت دارد.